# Comté de Morgan (Indiana)
Pour les articles homonymes, voir Morgan et Comté de Morgan.
Le comté de Morgan (anglais : Morgan County) est un comté de l'État de l'Indiana, aux États-Unis. Il comptait 66 689 habitants en 2000. Son siège est Martinsville.